# Sugar Colt
Pour plus de détails, voir Fiche technique et Distribution.
Sugar Colt est un western hispano-italien réalisé par Franco Giraldi et sorti en 1966.

## Synopsis
Tom Cooper, également appelé Sugar Colt, reçoit la visite d'Allan Pinkerton, qui souhaite qu'il enquête sur la disparition, et l'enlèvement éventuel, de certains soldats.
Cooper refuse, ayant une vie tranquille en enseignant l'autodéfense aux femmes locales. Lorsque Pinkerton est assassiné, Cooper change d'avis et se rend à Snake Valley déguisé en médecin. Il utilise du gaz narcotique pour délier les langues et obtient l'aide d'un partenaire et de deux femmes au saloon. Il est repéré et sévèrement battu, mais finit par libérer les soldats, tandis que le criminel responsable est éliminé.

## Fiche technique
Sauf indication contraire, les informations mentionnées dans cette section peuvent être confirmées par la base de données cinématographiques IMDb,  présente dans la section « Liens externes ».
- Titre original, espagnol et français : Sugar Colt[1],[2],[3]
- Réalisation : Franco Giraldi
- Scénario : Sandro Continenza, Fernando Di Leo, Augusto Finocchi, Giuseppe Mangione
- Photographie : Alejandro Ulloa
- Montage : Ruggero Mastroianni
- Musique : Luis Bacalov, dirigé par Bruno Nicolai
- Décors : Josè Luis Galicia
- Costumes : Giulietta Deriu
- Maquillage : Piero Mecacci
- Production : Stenio Fiorentini, Franco Cittadini
- Sociétés de production : Eva Film, Mega Film
- Pays de production :  Italie -  Espagne
- Langue de tournage : italien
- Format : Couleur - 2,35:1 - Son mono - 35 mm
- Durée : 100 minutes (1 h 40[2])
- Genre : Western
- Dates de sortie :
  - Italie : 12 octobre 1966
  - France : 7 juin 1967[1]

## Distribution
- Jack Betts (sous le nom de « Hunt Powers ») : Tom Cooper / Sugar Colt
- Soledad Miranda : Josefa
- Giuliano Raffaelli (sous le nom de « Julian Rafferty ») : Haberbrook
- Gina Rovere (sous le nom de « Jeanne Oak ») : Bess
- Erno Crisa (sous le nom de « James Parker ») : Younger
- Víctor Israel : Adone, le croque-mort
- Valentino Macchi :
- Manuel Muñiz (sous le nom de « Pajarito ») : Agonia
- Paolo Magalotti : Black
- Nazzareno Zamperla : Lieutenant Preston
- George Rigaud : Allan Pinkerton
- Jeff Cameron : Red
- Luis Barboo : Bingo
- Frank Braña : Le dynamiteur
- José Canalejas : L'assassin de Pinkerton